# رسانه گمشده

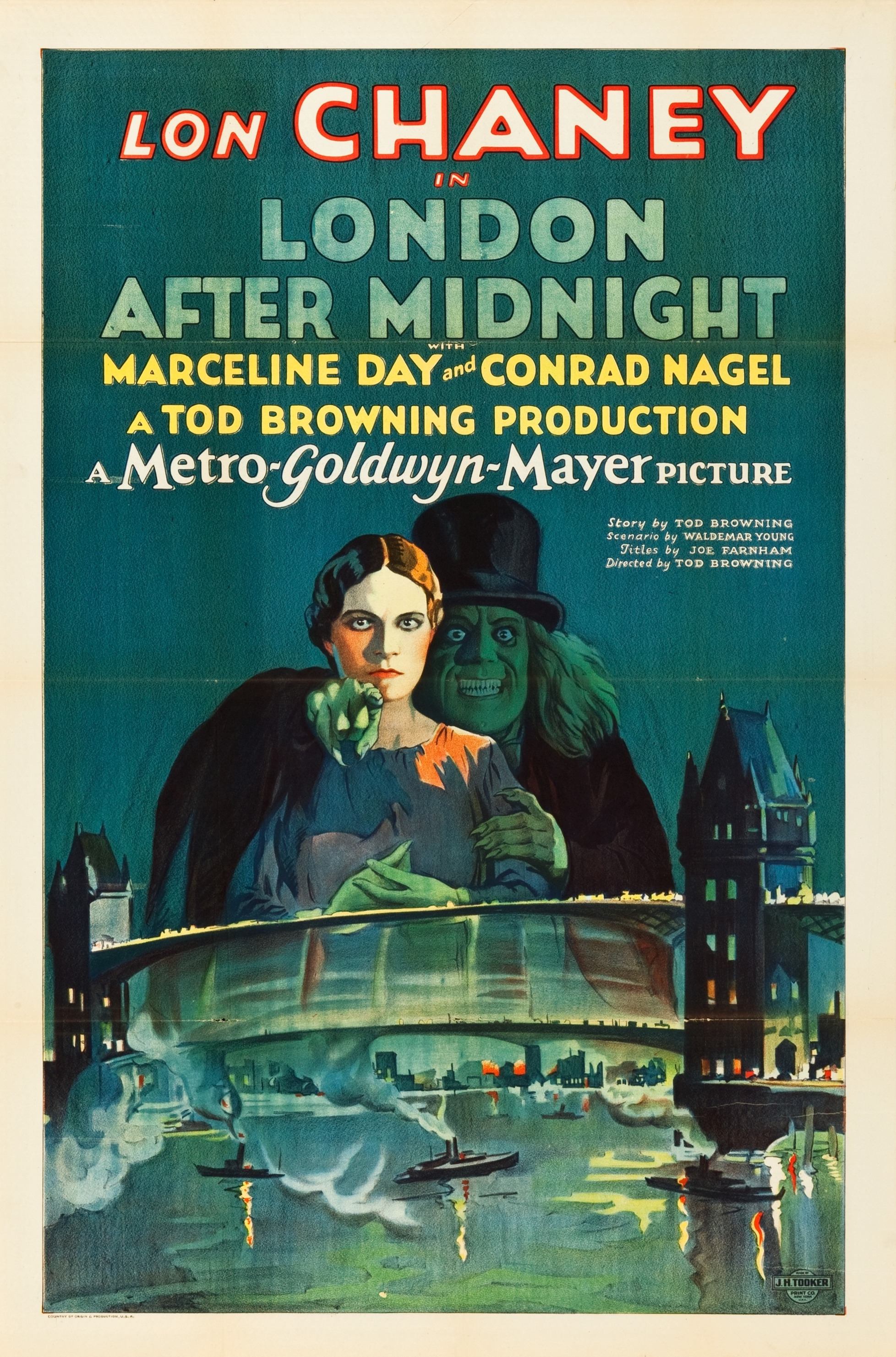
پوستر سینمایی فیلم گمشده لندن پس از نیمه‌شبکه آخرین نسخه شناخته‌شده آن که در آتش‌سوزی مخزن مترو گلدوین مایر در سال ۱۹۶۵ از بین رفت.

رسانه گمشده (انگلیسی: Lost media) اصطلاحی است که نمونه‌هایی از رسانه‌ها را توصیف می‌کند که وجود ندارند، گم شده‌اند یا در دسترس عموم نیستند. این اصطلاح در درجه اول شامل رسانه‌های دیداری، صوتی یا سمعی-بصری مانند فیلم‌ها، برنامه‌های پخش‌شده از تلویزیون و رادیو، موسیقی و بازی‌های ویدئویی است. این اصطلاح ممکن است دربرگیرندهٔ آثار هنری گمشده و آثار ادبی گمشده نیز باشد، هرچند اصطلاح «آثار گمشده» در این موارد بیشتر استفاده است.
از زمان ظهور رسانه‌های جاری در اینترنت، استفاده از اصطلاح رسانه گمشده بر رسانه‌هایی متمرکز شده‌است که در توزیع دیجیتال یا پلتفرم‌های پخش در دسترس نیستند. چنین رسانه‌هایی - که عمدتاً بر روی نوار مغناطیسی ضبط شده بودند (به‌ویژه برنامه‌های تلویزیونی و رادیویی) - ممکن است به دلیل روش مرسوم این صنعت در پاک کردن آنها کاملاً از بین رفته باشند (این برنامه‌های پخش‌شده غالباً پیش از ظهور رسانه‌های خانگی در اواخر دوره دهه ۱۹۷۰ موقتی و فاقد ارزش تاریخی قلمداد می‌شدند). ممکن است برخی از این آثار موجود باشند، اما دسترسی به آنها خارج از بایگانی‌هایی چون کتابخانه کنگره ایالات متحده آمریکا و مجموعه‌های خصوصی دشوار است. «ویکی رسانهٔ گمشده»، یک سایت ویکی است که توسط دانیل «دایکیت» ویلسون در سال ۲۰۱۲ راه‌اندازی شد و در جستجوی تکه‌های متعددی از رسانه‌های گمشده، (عمدتاً برنامه‌های تلویزیونی گمنام یا پخش‌نشده) و همچنین پیام‌های بازرگانی تلویزیونی، موسیقی، کتاب‌ها و بازی‌های ویدیویی است.
کوشش‌های حفاظتی به‌منظور جلوگیری از نابودی و از دست رفتن کامل این آثار صورت می‌پذیرد. این کار معمولاً با ذخیره این آثار در بایگانی‌های بزرگ انجام می‌شود که یک نمونه از آن بایگانی جهانی شمالگان است که مکان انتخابی برای حفظ کد در مخازن عمومی در گیت‌هاب همراه با طیف گسترده‌ای از داده‌های مورد علاقه شرکت‌ها، نهادها و دولت‌ها مختلف بوده استاز جمله قانون اساسی برزیل و نروژ.